# Хърсово (област Разград)
Вижте пояснителната страница за други значения на Хърсово.
Хъ̀рсово е село в Североизточна България. То се намира в община Самуил, област Разград.

## География
Село Хърсово се намира на 27 км на югоизток от Разград, на 8 км от село Самуил и на 19 км югозападно от Исперих. Разположено е в източната част на Самуиловските височини. Землището на селото заема 44 500 декара гори. Наблизо извира река Царацар, а южно от селото е изграден язовир Хърсово. Самото селище заема площ от 3900 декара селски дворове, градини и улици. До 1940 г. селото е имало 2200 жители. В Хърсово функционира жп спирка по линията Самуил  – Силистра. През селото преминават Републикански път III-2005 и Републикански път III-7002.

## История
Край Хърсово са открити останки от селища от Античността и Средновековието. През късното Средновековие селища съществуват в местностите Пожара, Хеджиица и Белчов кладенец. Край Ерлийска махала са проучени останките от църква, датирана от ХVII – XVIII век.
Смята се, че през ХVI век Хърсово, което е владение на Рустем паша, е обезлюдено. За да го съживи, пашата преселва 60 семейства от Арбанаси, част от които по-късно се завръщат. Заселени са и хърцойски семейства от Хайдар, днес Кардам. Към края на ХVII век населението на селото намалява поради чумна епидемия. Към 1740 година в него се заселват балканджии, които основават нови махали - Диянска, Ванковска, Млечкова, Бочушка, Балджийска и други. Дълго време старите жители, хърцоите, и новите, балканджиите, не се сродяват и живеят отделно.
По време на Руско-турската война от 1806 – 1812 г. много от български села са разрушени и обезлюдени. Много от селяните напускат родните огнища и се изселват заедно с оттеглящите се руски войски. От тези изселнически движения е засегнато и с. Хърсово, като една внушителна група хърсовчани през 1811 г. се заселват в Бесарабия, където основат свое селище, наречено с. Кирсово. По време на Руско-турската война от 1828  – 1829 г. много местни жители се изселват в Добруджа. Някои остават в силистренските села Бабук, Айдемир Срацимир и Царев дол, а други се заселват във Влашко, в Афумац и  Въръщ. Към 1840 година се завръщат едва 12 семейства от старите жители и се установяват в Ерлийска махала.
След Кримската война от 1853 – 1856 година в селото са настанени 15 татарски семейства, за които се смята, че са живеели в сговор с хърсовчани. Впоследствие татарите се изселват в Лудогорци и Кривица. В околните села са заселени черкези, които нападат и ограбват Хърсово.

## Културни и природни забележителности
- Основно училище „Св. Паисий Хилендарски“, адрес: ул. „Ал. Стамболийски“ № 16, 7451 Хърсово, Община Самуил, телефон/факс: +359 8376 327, email:ou_harsovo@abv.bg.
- Читалище с библиотека „Паметник“, адрес: ул. „Ал. Стамболийски“ № 37, телефон/факс: +359 899405172. Регистрирано под номер 2584 в Министерство на културата на Република България.
- Целодневна детска градина „Първи юни“, адрес: „Ал. Стамболийски“ № 16, телефон/факс: +359 8376 364[7].
- Дом за възрастни с физически увреждания[8].

## Личности
- Райчо Славков (1898 – 1953), български генерал.
- Александър Караиванов – бележит български селекционер по пшеницата.
- Върбан Килифарски – български анархист и революционер от ВМОРО.
- Христо Килифаревски – български биолог, книгоиздател и кооперативен деец.
- Венелин Узунов – български народен представител в XL народно събрание, кмет на община Разград (1991 – 2005).
- Иван Кършовски – български националреволюционер, учителствал в селото през периода 1864 – 1867 г.